# Nagyfrankvágása
Nagyfrankvágása (1892-ig Nagyfrankova, szlovákul: Veľká Franková, németül: Gross-Frankova) község Szlovákiában, az Eperjesi kerületben, a Késmárki járásban.

## Fekvése
Késmárktól 34 km-re északra, Szepesófalutól 10 km-re délnyugatra, a Frank-patak völgyében fekszik.

## Története
A falut 1296-ban soltész telepítéssel alapították a német jog alapján, nevét a hagyomány szerint Frank Mihály soltészról kapta. Első birtokosa és alapítója a Berzeviczy családból származó Kakas magiszter volt, majd halála után testvére, János birtoka lett. 1396-tól a vágsziklási karthauzi kolostor birtoka. 1529-től a nedeci váruradalom része, majd 1542-ben visszakapták a karthauziak, ezúttal a vöröskolostori karthauzi szerzetesek birtoka lett. 1563-ban a király a kolostort és birtokait a szepesi káptalannak adta. Ezután Magóczy Gáspár és örökösei: Thököly István, Horváth-Palocsai György és Rákóczi Pál birtoka. Tőlük 1699-ben Mattyasovszky László vásárolta meg, aki 1704-ben végrendeletileg a kamalduli szerzetesekre hagyta. 1782-ben a rend feloszlatása után a királyé. 1787-ben 69 házában 469 lakos élt.
A 18. század végén Vályi András így ír róla: „Nagy és kis Frankova. Tót faluk Szepes Vármegyében, földes Ura a’ Religyiói kintstár, lakosai katolikusok, fekszenek Bélától más fél mértföldnyire. Határjai hidegek, és soványok, tsak zabot termők, piatzozások is tsekély, legelőjök jó, mind a’ kétféle fájok elég van, harmadik Osztálybéliek.”
1820-ban I. Ferenc császár az eperjesi görögkatolikus püspökségnek adományozta. 1828-ban 77 háza és 560 lakosa volt. Lakói földművesek, favágók voltak, malom és fűrésztelep is működött itt.
Fényes Elek 1851-ben kiadott geográfiai szótárában így ír a faluról: „Frankova (Nagy), tót falu, Szepes vmegyében, Ófaluhoz délre egy órányira: 556 kath., 4 zsidó lak. Kath. paroch. templom. Lakosi sok marhát, juhot tartanak, lent termesztenek. Erdő. F. u. az eperjesi püspök s káptalan.”
A trianoni diktátumig Szepes vármegye Szepesófalui járásához tartozott.

## Népessége
| Év:            | 1994. | 2004.   | 2014.   | 2024.   |
| -------------- | ----- | ------- | ------- | ------- |
| Emberek száma: | 354   | 378     | 351     | 333     |
| Eltérés:       |       | +6,77 % | -7,14 % | -5,12 % |

| Év:            | 2023. | 2024.   |
| -------------- | ----- | ------- |
| Emberek száma: | 335   | 333     |
| Eltérés:       |       | -0,59 % |

1910-ben 390, túlnyomórészt szlovák lakosa volt.
2001-ben 381 lakosából 370 szlovák volt.
2011-ben 351 lakosából 347 szlovák.

## Nevezetességei
Szent Miklósnak szentelt római katolikus plébániatemploma 1784-ben épült klasszicista stílusban, mellette kis fa harangtorony áll.